# Regional Preferente de Mallorca
La Regional Preferente de Mallorca (Primera regional Preferente hasta 2022) constituye el sexto nivel de competición de la liga española de fútbol en la isla de Mallorca. Su organización corre a cargo de la Federación de Fútbol de las Islas Baleares.

## Sistema de competición
Consiste en 1 grupo, en el que el 1.º de Sube directo a Tercera Federación, y los 3 últimos descienden a Primera Regional de Mallorca y el 2.º,3.º,4.º,5.º,6.º y 7.º juegan una eliminatoria con el 1.º de Regional de Ibiza-Formentera y el 1.º de Reginal Preferente de Menorca, dividiéndose en 4 grupos y el campeón de cada grupo asciende a Tercera División de España.

## Equipos 2024-2025
|    | Club                       | Fundación | Ciudad                             | Estadio                            |
| -- | -------------------------- | --------- | ---------------------------------- | ---------------------------------- |
| 1  | UD Alaró                   | 1963      | Alaró                              | Municipal d'Alaró                  |
| 2  | CD Son Cladera             | ?         | Son Cladera                        | Campo municipal de Son Cladera     |
| 3  | C. Recreativo La Victoria  | 1972      | Palma de Mallorca (La Indiotería)  | Campo municipal S'Indioteria       |
| 4  | C. Santa Catalina Atlético | 1986      | Palma de Mallorca (Son Flor)       | Campo municipal de Son Flor        |
| 5  | CE Sant Jordi              | 1974      | Palma de Mallorca (San Jorge)      | Campo municipal de Sant Jordi      |
| 6  | CD Atlético Rafal          | 1965      | Palma de Mallorca (El Rafal Viejo) | Campo municipal d'Es Rafal Vell    |
| 7  | CF Platges de Calvià "B"   | 1976      | Calviá                             | Polideportivo municipal de Magaluf |
| 8  | UD Son Verí                | 2002      | Lluchmayor                         | Campo de fútbol de El Arenal       |
| 9  | Pórtol FC                  | 2014      | Pórtol                             | Municipal Son Caulellas            |
| 10 | UD Rotlet-Molinar          | 2003      | Palma de Mallorca (El Molinar)     | Campo municipal Molinar            |
| 11 | CE Col·legi Santa Mònica   | 2016      | Palma de Mallorca                  | Poliesportiu de Santa Mònica       |
| 12 | CD Cardezar                | 1924      | San Lorenzo del Cardezar           | Campo municipal Es Moleter         |
| 13 | CD Andrach "B"             | 2018      | Andrach                            | Campo municipal Sa Plana           |
| 14 | CD Serverense              | 1933      | Son Servera                        | Campo municipal Ses Eres           |
| 15 | FC Inter Manacor           | 2011      | Manacor                            | Camp Na Capellera                  |
| 16 | CD Esporlas                | 1975      | Esporlas                           | Campo municipal Son Quint          |
| 17 | CF Sóller                  | 1954      | Sóller                             | Camp d'en Maiol                    |
| 18 | UD Arenal                  | 1970      | El Arenal                          | Campo municipal S'Arenal           |

## Clasificación
- Grupo Mallorca

## Otras Ligas
| 1.ª | Primera División de España              |
| 2.ª | Segunda División de España              |
| 3.ª | Primera División RFEF                   |
| 4.ª | Segunda División RFEF                   |
| 5.ª | Tercera División RFEF                   |
| 6.ª | Primera Regional Preferente de Mallorca |
| 7.ª | Primera Regional de Mallorca            |
| 8.º | Segunda Regional de Mallorca            |
| 9.ª | Tercera Regional de Mallorca            |

- Datos: Q5284602